# Banco Palmas
Banco Palmas é um banco comunitário brasileiro, conhecido formalmente como um "banco comunitário de desenvolvimento" ou BCD, fundado em 1998 no Conjunto Palmeira, um bairro que à época contava com 25 mil habitantes, localizado na periferia de Fortaleza. Opera sob o princípio da economia solidária.
Banco Palmas é o primeiro dos 103 (Instituto Palmas, 2012) bancos comunitários com estruturas semelhantes em todo o Brasil.